# 津輕的太鼓

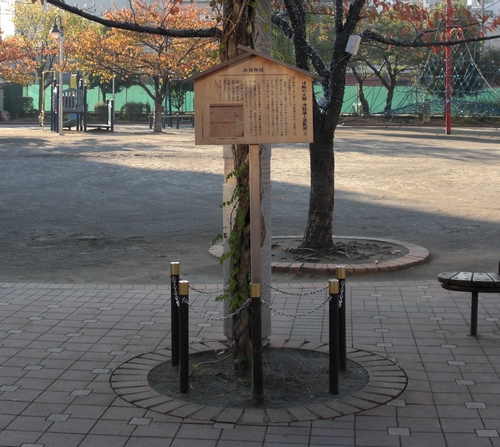
東京都墨田區綠町公園。津輕越中守的屋敷遺跡，津輕的太鼓發生場所。現在立有記載傳說的看板。

津輕的太鼓（日语：津軽の太鼓、つがるのたいこ）是以本所（東京都墨田區）為舞台的怪談本所七大不可思議之一。
江戶時代的本所所在地的津輕地區越中守的屋敷中有個火警塔。通常火災發生時會有人登上塔頂，敲響塔頂的板木，而這個火警塔中使用太鼓代替了板木。如有火災，其太鼓會自鳴，沒有人知道是誰敲響了它。
其他還有越中守屋敷的火警塔的板木在火災時敲響卻發出太鼓的聲音的說法。

## 腳註
1. ↑  竹條創他. 人文社編集部企畫編集 , 编. . 古地図ライブラリー別冊. 人文社. 2006: 91–94頁. ISBN 978-4-7959-1297-7.